# Sclerophaedon carpathicus
Sclerophaedon carpathicus is een keversoort uit de familie bladkevers (Chrysomelidae). De wetenschappelijke naam van de soort werd in 1875 gepubliceerd door Julius Weise.